# Sainte-Tréphine
Sainte-Tréphine (tiếng Breton: Sant-Trifin) là một xã của tỉnh Côtes-d'Armor, thuộc vùng Bretagne, tây bắc Pháp. Nó được đặt tên cho Saint Tryphine.

## Dân số
Người dân ở Sainte-Tréphine được gọi là Tréphinois.